# Rudy Sarzo
Rudy Sarzo (Havanna, Kuba, 1950. november 18. –) kubai származású zenész, basszusgitáros. A '80-as évek legmeghatározóbb basszusgitárosai között tartják számon. Pályafutása során több híres együttesben is megfordult.

## Élete
1982-ben csatlakozott a Black Sabbath korábbi énekesének, Ozzy Osbourne-nak a szólózenekarához. Randy Rhoads halála után, Ozzy új gitárosa Brad Gillis lett, míg az új basszusgitáros Rudy Sarzo lett.
Az 1978-ban csatlakozott először a Quiet Riothoz, azonban 1980 januárjában elhagyta a zenekart. 1982-ben visszatért a Quiet Riot-hoz, hogy feljátssza a Metal Health című album basszusszólamait, mivel Chuck Wright akivel megkezdték a felvételeket időközben elhagyta az együttest. Az album hatalmas sikert aratott. Ez volt az első olyan heavy metal hanganyag, amely az 1. helyet elérte a Billboard listán. A Quiet Riot következő albuma, az 1984-es Condition Critical után azonban Sarzo kivált.
1987 áprilisa és 1994 szeptembere között a Whitesnake basszusgitárosa volt. Felvette velük a szintén hatalmas sikert aratott 1989-es albumukat. 2004-ben egy turné erejéig csatlakozott a Yngwie Malmsteen zenekarhoz, majd 2004 végén Ronnie James Dio saját zenekarához csatlakozott. 2006-ban jelent meg könyve, amelyben az Ozzy Osbourne Band-ben töltött éveinek élményeit írja le. 2008-ban csatlakozott a Blue Öyster Culthoz.

## Diszkográfia

### Ozzy Osbourne
- Speak of the Devil – 1982
- Tribute (album) - 1987

### Quiet Riot
- Metal Health - 1983
- Condition Critical - 1984
- Alive and Well - 1999
- Guilty Pleasures - 2001

### Whitesnake
- Slip of The Tongue - 1989

### M.A.R.S.
- Project Driver - 1986

### Dio
- Holy Diver – Live - 2006

### Manic Eden
- Manic Eden - 1994